# Seventh Tree
Albums de Goldfrapp
We Are Glitters
Seventh Tree est le quatrième album studio du groupe britannique de musique électronique Goldfrapp. Il fut commercialisé à partir du 25 février 2008 au Royaume-Uni et le jour d'après aux États-Unis.
Le duo décrit cet album aux influences folk comme « étant un sensuel contrepoint du glamour de Supernature », leur précédent album sorti en 2005. Le premier extrait de cet album est le titre A&E, qui fut commercialisé le 11 février 2008 en Grande-Bretagne.
L'album a filtré sur Internet avant sa sortie commerciale, dans le courant du mois de novembre 2007, soit trois mois avant sa sortie officielle

## Formats et liste des pistes
Tous les titres sont écrits et composés par Alison Goldfrapp et Will Gregory.

### Édition standard
| No  | Titre                   | Durée |
| --- | ----------------------- | ----- |
| 1.  | Clowns                  | 4:08  |
| 2.  | Little Bird             | 4:25  |
| 3.  | Happiness               | 4:17  |
| 4.  | Road to Somewhere       | 3:52  |
| 5.  | Eat Yourself            | 4:06  |
| 6.  | Some People             | 4:40  |
| 7.  | A&E                     | 3:18  |
| 8.  | Cologne Cerrone Houdini | 4:26  |
| 9.  | Caravan Girl            | 4:05  |
| 10. | Monster Love            | 4:23  |

### Édition Deluxe
Contient les bonus suivant :
- 4 cartes artistiques
- Un poster
- Un livret contenant les paroles (dont la reproduction des paroles écrites à la main par Alison Goldfrapp)
- Un boîtier spécial qui contient le tout

### Édition Deluxe DVD
1. Documentaire sur le groupe
2. Clip vidéo du single A&E
3. Questions/Réponses d'Alison & Will

### LP 1
| No | Titre             | Durée |
| -- | ----------------- | ----- |
| 1. | Clowns            | 4:08  |
| 2. | Little Bird       | 4:25  |
| 3. | Happiness         | 4:17  |
| 4. | Road to Somewhere | 3:52  |
| 5. | Eat Yourself      | 4:06  |

### LP 2
| No | Titre                   | Durée |
| -- | ----------------------- | ----- |
| 1. | Some People             | 4:40  |
| 2. | A&E                     | 3:18  |
| 3. | Cologne Cerrone Houdini | 4:26  |
| 4. | Caravan Girl            | 4:05  |
| 5. | Monster Love            | 4:23  |

## Classement des ventes
| Pays                   | Meilleure position |
| ---------------------- | ------------------ |
| Australie              | 11                 |
| Autriche               | 37                 |
| Belgique               | 10                 |
| Canada                 | 29                 |
| Pays-Bas               | 24                 |
| France                 | 37                 |
| France Téléchargements | 4                  |
| Allemagne              | 21                 |
| Irlande                | 9                  |

| Pays             | Meilleure position, |
| ---------------- | ------------------- |
| Italie           | 57                  |
| Nouvelle-Zélande | 39                  |
| Norvège          | 18                  |
| Portugal         | 18                  |
| Suisse           | 11                  |
| Royaume-Uni      | 2                   |
| Monde            | 8                   |
| États-Unis       | 48                  |